# Медолюб чорноголовий
Медолюб чорноголовий (Sugomel nigrum) — вид горобцеподібних птахів родини медолюбових (Meliphagidae). Ендемік Австралії.

## Поширення
Птах широко поширений у посушливих районах Австралії, у відкритих лісах і чагарниках, особливо в районах, де ростуть чагарники роду Eremophila.

## Опис
Довжина тіла становить 13 сантиметрів. Оперення самця чорно-біле, самиці — коричнево-сіре.

## Спосіб життя
Птахи харчуються нектаром. Їхній довгий загнутий дзьоб досягає основи трубчастих квіток. Також ловить комах у польоті та регулярно споживає деревне вугілля, що залишилося на багаттях. Самець співає у польоті під час шлюбного періоду, але мало допомагає будівництву гнізда та інкубації яєць. Годують і доглядають за пташенятами обидві статі.